# 羊宮妃那
羊宮 妃那（ようみや ひな、2000年3月26日 - ）は、日本の女性声優。奈良県出身。青二プロダクション所属。

## 略歴
中学3年生の時、テレビアニメ『FAIRY TAIL』の主人公のナツ・ドラグニルが放った言葉で職業としての声優が気になるようになった。友人がアニメが好きで、話をするために観るようになり、その後はアニメ自体に熱中するようになった。
2020年4月11日、青二プロダクション（ジュニア所属）への所属を発表した。2023年4月1日より同所準所属に、2025年4月11日より正所属となった。
2024年、第18回声優アワードにて新人声優賞を受賞。

## 人物
剣道初段を持っている。趣味は描画、読書、映画鑑賞、音楽鑑賞、アコースティックギター弾き語り、作詞、作曲。特技はダンス。叔母は元声優。

## 出演
太字はメインキャラクター。

### テレビアニメ
2021年
- キングスレイド 意志を継ぐものたち（ライデン）
- ワンダーエッグ・プライオリティ（浜辺の女の子）
- フルーツバスケット（娘）
- イジらないで、長瀞さん（女子）
- 死神坊ちゃんと黒メイド（若メイドA）
- SELECTION PROJECT（八木野土香）
- 先輩がうざい後輩の話（女性B、女子B、少女、女子高生A、花屋の店員 他）
- 舞妓さんちのまかないさん（舞妓）
- サクガン（客）
- プラチナエンド（2021年 - 2022年、六階堂菜々香、生徒D）
- ビルディバイド（2021年 - 2022年、カフェ店員、メンバー） - 2シリーズ

2022年
- 錆喰いビスコ（嬢）
- その着せ替え人形は恋をする（2022年 - 2025年、乾心寿） - 2シリーズ
- ワッチャプリマジ!（リューメ、なぞの声）
- 86-エイティシックス-（女性）
- くノ一ツバキの胸の内（モクレン）
- 史上最強の大魔王、村人Aに転生する（ジニー・フィン・ド・サルヴァン）
- じゃんたま PONG☆（秘書）
- それでも歩は寄せてくる（御影桜子）
- 5億年ボタン【公式】〜菅原そうたのショートショート〜（はなちゃん）
- ゴールデンカムイ（子供）
- シルバニアファミリー シリーズ（2022年 - 2023年、フィリップ、ジェイソン、サリー・メインリー） - 2シリーズ
- ぼっち・ざ・ろっく！（生徒）

2023年
- 転生王女と天才令嬢の魔法革命（レイニ・シアン）
- アルスの巨獣（クウミ、実験体）
- 人間不信の冒険者たちが世界を救うようです（ミリル）
- お隣の天使様にいつの間にか駄目人間にされていた件（女子生徒）
- お兄ちゃんはおしまい!（店員）
- 陰の実力者になりたくて!（665） - 2シリーズ
- かぐや様は告らせたい-ファーストキッスは終わらない-（生徒）
- 僕の心のヤバイやつ（2023年 - 2024年、山田杏奈） - 2シリーズ
- 【推しの子】（2023年 - 2024年、寿みなみ） - 2シリーズ
- 贄姫と獣の王（ミィシャ）
- Dr.STONE NEW WORLD（女性）
- BanG Dream! シリーズ（2023年 - 2025年、高松燈） - 2シリーズ
- AYAKA -あやか-（八凪幸人〈幼少期〉）
- ホリミヤ -piece-（女子生徒A）
- 七つの魔剣が支配する（パメラ＝ゴートン）
- うちの会社の小さい先輩の話（来栖朱莉）
- ティアムーン帝国物語〜断頭台から始まる、姫の転生逆転ストーリー〜（エリス）
- 星屑テレパス（小ノ星穂波）

2024年
- 愚かな天使は悪魔と踊る（女生徒1）
- 佐々木とピーちゃん（アイドル）
- 戦隊大失格（2024年 - 2025年、戦闘員XX） - 2シリーズ
- 夜桜さんちの大作戦（百合）
- 小市民シリーズ（2024年 - 2025年、小佐内ゆき） - 2シリーズ
- 真夜中ぱんチ（譜風）

2025年
- アラフォー男の異世界通販（リリス）
- 鬼人幻燈抄（姫川美夜香）
- ある魔女が死ぬまで（ソフィ・ヘイター）
- 忍者と殺し屋のふたりぐらし（草隠ありさ）
- mono（玄熊虎代）
- 機動戦士Gundam GQuuuuuuX（ララァ・スン）
- ざつ旅-That's Journey-（坂本）
- カッコウの許嫁 Season2（望月あい）
- 千歳くんはラムネ瓶のなか（内田優空）
- ワンダンス（湾田光莉）
- 太陽よりも眩しい星（小野寺翡翠）

### 劇場アニメ
- トラペジウム（2024年、大河くるみ[39]）
- コードギアス 奪還のロゼ（2024年、ルビィ）
- 劇場版 BanG Dream! It's MyGO!!!!!（2024年、高松燈[40]） - 2部作[一覧 10]
- 劇場アニメ 僕の心のヤバイやつ（2026年、山田杏奈[41]）

### OVA
- 超次元ゲイム ネプテューヌ 〜ねぷねぷだらけの感謝祭〜（2021年、観客）

### Webアニメ
- ガンダムブレイカー バトローグ（2021年、GBフェスタのスタッフ、イベント参加者）
- みにヴぁん ら〜じ（2022年、客4）
- HELLO OSAKA（2023年、花咲兎冥）
- トニカクカワイイ 女子高編（2023年、宇佐美潮[42][43]）
- ツイヤバ（2023年、山田杏奈）

### ゲーム
2020年
- 城姫クエスト（石山本願寺、平井城）

2021年
- けものフレンズ3（ニホンカワウソ）
- オーバーエクリプス（デネブ、スピカ）
- クイズRPG 魔法使いと黒猫のウィズ（リニーダ・ヴァーナキィ）
- モンスターストライク（2021年 - 2024年、ピムス、フィーア、ロヴァー）

2022年
- 逆転オセロニア（ヘスティアー）
- ユグドラ・レゾナンス（アイシャ）
- 東方スペルバブル（秦こころ）
- マギアレコード 魔法少女まどか☆マギカ外伝（2022年 - 2023年、水名露）
- 勝利の女神：NIKKE（アリス）
- アズールレーン（2022年 - 2023年、カラ・イデアス、アーガス）
- ファイアーエムブレム ヒーローズ（2022年 - 2024年、セイズ、クワシル）

2023年
- OCTOPATH TRAVELER II
- ライザのアトリエ3 〜終わりの錬金術士と秘密の鍵〜（カラ・イデアス）
- 共闘ことばRPG コトダマン（ウェラジーモフ）
- takt op. 運命は真紅き旋律の街を（魔弾の射手）
- グランブルーファンタジー（2023年 - 2024年、タラッタ）
- 超次元ゲイム ネプテューヌ GameMaker R:Evolution（リディオ）
- 白猫プロジェクト（ハルジオン）
- バンドリ！ガールズバンドパーティ！（2023年 - 2024年、高松燈）
- ウマ娘 プリティーダービー（デアリングタクト）
- デッド オア アライブ エクストリーム ヴィーナス バケーション（しずく）

2024年
- アサルトリリィ Last Bullet（槇若菜）
- キュービックスターズ（ラフライフ）
- 東方スペルカーニバル（西行寺幽々子）
- 英傑大戦（帰蝶）
- ボンバーガール（ヒイロ）
- カイジ外伝：激熱の街（桜田花火）
- 鳴潮（桃祈）

2025年
- 崩壊:スターレイル（ヒアンシー）
- PROGRESS ORDER（オルタ）
- ToHeart（リメイク版）（マルチ）
- 空の軌跡 the 1st（クローゼ・リンツ）

### 吹き替え
- 攻略うぉんてっど!〜異世界救います!?〜（2023年、ガラティン[73]）
- ギャップ・ザ・シリーズ（2024年、モン（レベッカ・パトリシア・アームストロング〈Becky〉）[74]］

### オーディオドラマ
- 恋が暴走する惑星 深夜1時をまわる頃（2022年、月子ちゃん[75]）
- ブサ猫に変えられた気弱令嬢ですが、最恐の軍人公爵に拾われて気絶寸前です（2023年、シフォン〈マリー〉） - アニメイトもしくはAmazonのコミックス購入特典[76]
- お昼寝大好き部長さんと一緒にまったりお昼寝効率研究会（2023年、宮ノ坂まりか[77]）
- ギャル恋☆ASMR ヒナと一緒にボイトレしよ!（2024年、雛見川姫菜）
- 幕末動乱美少女伝（2024年、谷干城）

### ボイスコミック
- 今、恋をしています。（2021年、水澤さとみ） - コミックス第4巻購入特典URLページ、『別冊マーガレット』2021年7月号付録URLカード[78][79]
- 透明男と人間女～そのうち夫婦になるふたり～（2023年、夜香しずか[80]）
- シェパードハウス・ホテル（2024年、モア[81]）
- ほんわか魔女を目指していたら、史上最強の杖に選ばれました。なんで!?（2024年、レヴィー、シトリー、アンジュ、ナレーション[82]）
- 傷モノの花嫁（2024年、白蓮寺菜々緒[83]）

### ラジオ
※はインターネット配信。
- 青山二丁目劇場（2020年、文化放送）
  - 新しい生活（マリア[84]）
  - 十二ヶ月の殺人（七月[85]）
- 羊宮妃那の声ラブ（2021年、超!A&G+※）[86]
- MyGO!!!!!の「迷子集会」（2023年 - 、YouTube※）
- A&G NEXT STEP HOOOOPE!（2023年 - 、超!A&G+※）[87]
- 羊宮妃那のこもれびじかん（2025年 - 、文化放送）[88]

### 朗読劇
- 星降る街 2024（2024年、詩織、大手町三井ホール[89]）

### その他コンテンツ
- プリパラ＆キラッとプリ☆チャン＆ワッチャプリマジ！Winter Live 2022（2022年、リューメ〈声の出演〉）
- 実話怪談倶楽部 The LIVE！　～第五十八怪～（2023年7月21日、フジテレビONE）
- 地下鉄で美少女を守った俺、名乗らず去ったら全国で英雄扱いされました。 PV（2022年、ナレーション[90]）
- この恋、おくちにあいますか? 第1巻発売PV（2023年、ナレーション[91]）
- 配達先のお姉さんが怖すぎる（2025年）[92]

## ディスコグラフィ

### キャラクターソング
| 発売日         | 商品名                                                     | 歌                                                                                             | 楽曲                                                                        | 備考                                                   |
| -------------- | ---------------------------------------------------------- | ---------------------------------------------------------------------------------------------- | --------------------------------------------------------------------------- | ------------------------------------------------------ |
| 2021年10月27日 | SELECTION PROJECT メインテーマCD                           | 9-tie                                                                                          | 「Glorious Days」                                                           | テレビアニメ『SELECTION PROJECT』オープニングテーマ    |
| 2021年10月27日 | SELECTION PROJECT メインテーマCD                           | 9-tie                                                                                          | 「Only one yell」                                                           | テレビアニメ『SELECTION PROJECT』エンディングテーマ    |
| 2021年10月27日 | SELECTION PROJECT メインテーマCD                           | 9-tie                                                                                          | 「SELECTION HEROINE」                                                       | テレビアニメ『SELECTION PROJECT』イメージソング        |
| 2021年12月22日 | SELECTION PROJECT ユニットソングCD                         | 9-tie                                                                                          | 「Naked Blue」 「いつか かなう 夢」                                         | テレビアニメ『SELECTION PROJECT』挿入歌                |
| 2021年12月22日 | SELECTION PROJECT ユニットソングCD                         | Splasoda°                                                                                      | 「SPARKRASH」                                                               | テレビアニメ『SELECTION PROJECT』挿入歌                |
| 2022年1月26日  | SELECTION PROJECT BD・DVD第2巻特典CD                       | Splasoda°                                                                                      | 「PARTY×PARTY」                                                             | テレビアニメ『SELECTION PROJECT』関連曲                |
| 2022年2月25日  | SELECTION PROJECT BD・DVD第3巻特典CD                       | 八木野土香（羊宮妃那）                                                                         | 「Only one yell」                                                           | テレビアニメ『SELECTION PROJECT』関連曲                |
| 2022年7月6日   | くノ一ツバキの胸の内 あかね組音楽集                        | モクレン（羊宮妃那）、ツワブキ（広瀬ゆうき）、ホウセンカ（河野ひより）                         | 「あかね組活動日誌 ～申班～」                                               | テレビアニメ『くノ一ツバキの胸の内』エンディングテーマ |
| 2022年7月6日   | くノ一ツバキの胸の内 あかね組音楽集                        | あかね組ねうしとらうたつみうまひつじさるとりいぬい                                             | 「あかね組活動日誌 ～ねうしとらうたつみうまひつじさるとりいぬい大集合！～」 | テレビアニメ『くノ一ツバキの胸の内』エンディングテーマ |
| 2022年10月9日  | -                                                          | ジェニファー・純恋・ソル（青野紗穂）、リューメ（羊宮妃那）                                     | 「Believe」                                                                 | テレビアニメ『ワッチャプリマジ!』挿入歌                |
| 2024年5月10日  | 『トラペジウム』オリジナル・サウンドトラック               | 東ゆう（結川あさき）、大河くるみ（羊宮妃那）、華鳥蘭子（上田麗奈）、亀井美嘉（相川遥花）       | 「なりたいじぶん」                                                          | 劇場アニメ『トラペジウム』挿入歌                       |
| 2024年5月10日  | 『トラペジウム』オリジナル・サウンドトラック               | 東ゆう（結川あさき）、大河くるみ（羊宮妃那）、華鳥蘭子（上田麗奈）、亀井美嘉（相川遥花）       | 「方位自身」                                                                | 劇場アニメ『トラペジウム』エンディングテーマ           |
| 2025年6月11日  | M学園インストール！                                        | 宇田川ほまれ（富田美憂）、宇田川とまれ（羊宮妃那）                                             | 「えるあーるセッション」                                                    | 『M学園（仮）』関連曲                                  |
| 2025年6月11日  | M学園インストール！                                        | 栗田りん（立花日菜）、冴島まき（鬼頭明里）、宇田川ほまれ（富田美憂）、宇田川とまれ（羊宮妃那） | 「ゆめゆめスターライト」                                                    | 『M学園（仮）』関連曲                                  |
| 2025年6月18日  | TVアニメ「ある魔女が死ぬまで」オリジナル・サウンドトラック | ソフィ・ヘイター（羊宮妃那）                                                                   | 「手のひらの光」                                                            | テレビアニメ『ある魔女が死ぬまで』関連曲               |

## 書籍

### 雑誌連載
- 羊さんは○○の夢を見る（2025年7月号[93] - 、声優グランプリ）